# Hergetova cihelna (Bubeneč)
Hergetova cihelna v Bubenči je zaniklý průmyslový areál v Praze 6, který se rozkládal jihovýchodně od Vítězného náměstí přibližně mezi ulicemi Dejvická, Na Hutích, Národní Obrany a V. P. Čkalova, hliniště pak až k ulicím Eliášova a Čs.armády. 

## Historie
V červnu roku 1803 koupil Josef Zobel (1746 Grän – 1814 Praha) v Bubenči od Josefa Ignáce Bučka pozemky statku čp. 1. U silnice postavil první domky pro šafáře a cihláře, první pece, studnu a kolny. Výrobu odhadoval na 36.000 cihel ročně.
Po jeho smrti získaly majetek jeho dcery Vilemína a Karolína, které si jej roku 1816 rozdělily tak, že cihelna v Bubenči připadla Vilemíně, provdané za Dr. Antonína Hergeta. Vilemína se soustředila pouze na vedení cihelny a zemědělské pozemky pronajímala. Roku 1819 patřily k cihelně dvě pece, dva domky, sedm dřevěných kolen a šest hlinišť. Pro rozvod vody vybudovala dřevěné potrubí a v letech 1825–1826, 1837 a 1840 přikoupila několik okolních pozemků vhodných na založení dalších hlinišť. Roku 1836 již měla vypalovací pec 6 komor a na hliništích byly sběrné nádrže na dešťovou vodu, nezbytnou pro zpracování cihlářské hlíny.
Po smrti Vilemíny roku 1849 přešla cihelna na jejího muže Antonína Hergeta (1789–1849) a na děti Rudolfa, Maxmiliána, Marii a Růženu, kterým po otcově smrti v říjnu téhož roku připadl také jeho podíl. Provoz bubenečské cihelny převzal Rudolf Herget (1823–1862). Ještě roku 1849 přikoupil dům čp. 4 a další pozemky na hliniště. Za jeho vedení byla cihelna značně přestavěna a rozšířena a opatřena strojovým zařízením. Vyráběl zdící cihly, hliněné roury a vápno. Modernizoval provoz, přistavěl druhou šestikomorovou žárovou pec a také soustavu sušáren s dvěma parními kotelnami (v Praze poprvé doložená umělá sušárna).
Po smrti Rudolfa roku 1862 se provozu ujal jeho bratr Max Herget (1823–1893) a vlastnické podíly sourozenců vykoupil. Založil protokolovanou firmu Max Herget, která již neměla jako svou prioritu výrobu cihel, ale soustředila se na vápenictví a cementářství. Bubenečská cihelna již nebyla rozšiřována, pouze byl přestavěn dům čp. 36 a otevřeno další hliniště.
Po smrti Maxmiliána roku 1893 připadla firma s bubenečskou cihelnou jeho dětem Vilemíně, Heleně, Marii a Antonínu. Ti roku 1898 připravovali postavit novou čtrnáctikomorovou pec na místě staré šestikomorové, postavené ještě Vilemínou Zobelovou roku 1836. Kruhová pec měla mít rozměry 52 x 12 metrů a hlína se do ní měla dopravovat tunelem pod státní silnicí do Podbaby. Měl být postaven také 40 metrů vysoký tovární komín. K modernizaci ale nedošlo, protože cena pozemků v okolí stoupla a sourozenci se nedohodli na dalším provozování firmy. Antonín si nechal roku 1903 vyplatit svůj podíl, odešel z firmy a otevřel samostatnou cihelnu v Sedlci, sestry roku 1909 cihelnu prodaly podnikatelům Potůčkovi a Tvrskému.
Celý areál byl roku 1910 zbořen, pozemek rozparcelován a zastavěn.